# J. E. Shaw & Company
J. E. Shaw & Company war ein US-amerikanischer Hersteller von Automobilen.

## Unternehmensgeschichte
Das Unternehmen hatte seinen Sitz in Lowell in Massachusetts. 1902 stellte es mehrere Automobile her. Der Markenname lautete Shaw. The Motor World berichtete im Juni 1902 darüber.
Weitere US-amerikanische Hersteller von Personenkraftwagen der Marke Shaw waren Walden W. Shaw Livery Company und Shaw Manufacturing Company.

## Fahrzeuge
Im Angebot standen ausschließlich Dampfwagen.